# Conoidea
Los conoideos (Conoidea) son una superfamilia de moluscos gasterópodos del suborden Hypsogastropoda. Esta superfamilia abarca las familias Clavatulidae, Conidae, Drilliidae, Pseudomelatomidae, Speightiidae, Strictispiridae, Terebridae y Turridae.